# Kamandi
Kamandi \kəˈmændi\ és un personatge de comic book nord-americà, creat per l'artista Jack Kirby i publicat per DC Comics. La majoria de les aparicions de Kamandi es van produir a la sèrie Kamandi: The Last Boy on Earth, que es va desenvolupar entre 1972 i 1978.
Kamandi és un jove heroi en un futur postapocalíptic. Després d'un enorme esdeveniment anomenat "The Great Disaster" (El Gran Desastre), els humans han devolucionat a un estat salvatge en un món regit per animals intel·ligents i molt evolucionats.

## Història de les publicacions

### Creadors
L'editor de DC, Carmine Infantino, havia intentat adquirir la llicència per publicar còmics Planet of the Apes. Quan van fallar en l'intent, va demanar a Jack Kirby una sèrie amb un concepte similar. Kirby no havia vist la pel·lícula, però coneixia la temàtica aproximada i també havia creat una història molt semblant, "The Last Enemy!", A Alarming Tales de Harvey Comics que va ser anterior a la novel·la Planet of the Apes. També havia creat una tira còmica no utilitzada el 1956, titulada Kamandi of the Caves. Kirby va reunir tots aquests elements per crear Kamandi. Tot i que el seu pla inicial era no treballar en els còmics ell mateix, la cancel·lació de Forever People el va donar el temps per fer-ho.

### Les sèries
La sèrie va ser llançada en Kamandi amb data de portada octubre-novembre de 1972. Va ser escrit i dibuixat per Jack Kirby fins al seu número 37, de gener del 1976. Kirby també va dibuixar el número 38 fins al número 40, tot i que van ser escrits per Gerry Conway. Kirby després va abandonar DC, però la sèrie va continuar, inicialment escrita per Conway i dibuixada per Chic Stone. Els números posteriors foren alternativament escrits per Paul Levitz, Dennis O'Neil, David Anthony Kraft, Elliot S. Maggin i Jack C. Harris, amb art de Pablo Marcos, Keith Giffen i Dick Ayers. Es va cancel·lar durant la "implosió DC" de 1978, malgrat les respectables xifres de vendes. El darrer número de publicació va ser el número 59, entre setembre – octubre de 1978. S'han inclòs dos números addicionals, complets, però no llançats, a Cancelled Comic Cavalcade #2.

### Accedint a l'univers DC
Durant l'etapa de Kirby al còmic, Steve Sherman va indicar a la columna de cartes que la sèrie estava connectada a la sèrie OMAC contemporània de Kirby, que tenia lloc abans del Gran Desastre. L'única connexió explícita amb l'Univers DC es produeix al número # 29, on Kamandi descobreix un grup de simis que venen el vestit de Superman i que parlen de llegendes de Superman, que intenten i no aconsegueixen aturar el Gran Desastre. La història deixa ambigua si les llegendes són certes, tot i que Kamandi creu que Superman era real, i si el vestit és realment el de Superman.
Diverses històries no escrites per Kirby vinculen la sèrie més explícitament a l'Univers DC. Kamandi va trobar-se amb Batman a The Brave and the Bold #120 (juliol de 1975) i # 157 (desembre de 1979). Superman #295 (gener de 1976) estableix que el vestit vist al número 29 era realment el de Superman i que la Terra posterior al desastre és un futur alternatiu per a la Earth-One, diferent del de la Legion of Super-Heroes. Els números #49 i 50 de la sèrie estableixen que l'avi de Kamandi era l'ancià Buddy Blank, heroi de la sèrie OMAC, i presenta un breu retorn de l'aliat satèl·lit d'OMAC, Brother Eye. La història de Kamby de Kirby a Cancelled Comic Cavalcade #2 inclou com estrella convidada a Sandman i estableix que Kamandi és Jed Walker.
La sèrie Hercules Unbound de 1975 – 1977 i les històries de complement d'OMAC a Kamandi i The Warlord vinculen OMAC tant a la història d' Hercules Unbound com als Atomic Knights, indicant que el Gran Desastre va ser la guerra atòmica de 1986 que va precipitar els esdeveniments d'aquests darrers. Superman # 295 (gener de 1976) implicava que el Gran Desastre era una ocurrència natural.
DC Comics Presents # 57 (maig de 1983) revela que els esdeveniments de les històries dels Atomic Knights eren una fantasia a la ment de Gardner Grayle, però DC Comics Presents #64 i Crisis on Infinite Earths #2 deixen clar que Kamandi encara existia en un futur alternatiu de Earth-One.
Arran de la crisi a les terres infinites, el Gran Desastre no es va produir, i el noi que s'hauria convertit en Kamandi es va convertir en Tommy Tomorrow.

### Renaixement
Després de la sèrie limitada de Infinite Crisis, es va construir un búnquer anomenat Comandament D sota les runes de la ciutat de Blüdhaven.
A principis del 2007, els anuncis de DC Nation mostraven una imatge parcial de Darkseid i esmentaven un "Gran desastre". L'art promocional de DC addicional per a la sèrie Countdown mostra l'estàtua de la llibertat en ruïnes, similar a la que apareix a Kamandi # 1. Dan DiDio va revelar més tard que l'aparició de l'Estàtua en aquell anunci de teaser era una referència a la Sinestro Corps War. Al llarg del 2007, DC Comics va contenir referències contínues sobre un proper desastre. A Countdown #31, Buddy Blank i el seu net ros sense nom són introduïts en la història. A partir de Countdown #6, El Gran desastre es troba en les seves primeres etapes a la Terra-51 a causa del brot d'un virus, cosa que provoca que els humans desenvolupin trets similars als animals mentre que aquests desenvolupin trets humanoides. A Countdown #5, el virus afecta la filla de Buddy Blank de la Terra-51, però el seu net està segur. Una, una versió alternativa de la Terra de la Legion of Super-Herois, Triplicate Girl, li dona el seu anell de vol de la Legion, que utilitza per portar-lo amb seguretat a la instal·lació "Command D" de Cadmus, que servia per controlar Brother Eye, i que té les defenses necessàries per protegir-les de les víctimes del virus. Mentre s'instal·la, espera que el seu net el pugui perdonar per haver-lo convertit en "l'últim noi de la Terra".
A Countdown: Arena #2, un Starman simi de la Terra-17 esmenta que està intentant formar una treva entre les forces de Kamandi i Ben Boxer, que indica una segona variant de Kamandi, diferent al de la Terra-51.
Kamandi i The Demon apareixen a "Devil's Play" escrit per Joe Kubert i Brandon Vietti amb art de Vietti, publicat a Joe Kubert Presents #6 (maig de 2013).

### Final Crisis
Kamandi apareix a la sèrie limitada de DC Final Crisis, una seqüela de les anteriors Crisis on Infinite Earth i Infinite Crisis. En el primer número apareix en el que sembla una distorsió del temps, preguntant a Anthro, el "primer" noi de la Terra, per l'arma que li va donar el Nou Déu Metron, una referència a l'escena d'obertura de la sèrie en la qual Anthro, com Prometeu, dona coneixement en forma de foc. Fa una altra aparició al segon número com un dels captius dels malvats New Gods al costat de Batman, advertint al personatge detectiu Dan Turpin que els fan esclaus. En el número final apareix a la Terra-51 després que s'hagi reconstruït.

### Renaixement DC
Com a part de la continuïtat de DC Rebirth i en commemoració del centenari del naixement de Jack Kirby, el gener del 2017, DC va publicar el primer número de The Kamandi Challenge, una sèrie limitada de 12 parts amb cada número amb un nou equip creatiu (un total de 12 escriptors i 12 artistes per a la minisèrie), un concepte inspirat en el DC Challenge del 1985.
Entre els guionistes de la sèrie figuraven Dan Abnett, Peter Tomasi, Jimmy Palmiotti, James Tynion IV, Bill Willingham, Steve Orlando, Marguerite Bennett, Keith Giffen, Tom King, Greg Pak, Rob Williams i Gail Simone, mentre que els artistes eren Dale Eaglesham, Neal Adams, Amanda Conner, Carlos D'Anda, Ivan Reis, Philip Tan, Dan Jurgens, Steve Rude, Kevin Eastman, Joe Prado, Walter Simonson i Ryan Sook.

## Biografia de personatges de ficció
A la sèrie homònima, Kamandi és un adolescent que viu a la Terra postapocalíptica que la narració textual descriu com "Earth A.D. (After Disastrer)" (Terra després del desastre). La Terra ha estat arrasada per una misteriosa calamitat anomenada Great Disaster (Gran Desastre). La naturalesa precisa del Gran Desastre no es revela mai a la sèrie original, tot i que tenia alguna cosa a veure amb la radiació (a la columna de lletres de la sèrie, Jack Kirby i el seu llavors ajudant Steve Sherman van afirmar repetidament que el Gran Desastre no era una guerra nuclear, fet confirmat en el número 35). El desastre va acabar amb la civilització humana i amb una part important de la població humana. Alguns grups aïllats d'humans van sobreviure en els búnquers subterranis, mentre que d'altres van tornar ràpidament a un salvatgisme pre-tecnològic.
Poc abans del Gran Desastre, un científic del Centre Mèdic de l'Exèrcit de Walter Reed, el doctor Michael Grant, va desenvolupar un medicament anomenat Cortexin, que estimulava les habilitats de raonament dels animals. Durant el Gran Desastre, Grant va alliberar els animals experimentals afectats per la droga i va llençar la cortexina mateixa a la riera creada per una xarxa d'aigua trencada. Els dies següents, els animals que fugien del zoo nacional van beure d'aquest corrent i es van veure afectats per la droga.
Al temps de Kamandi, un període no especificat després del Gran Desastre, els efectes de Cortexin i la radiació deslligada pel mateix Gran Desastre havien provocat una gran varietat d'animals (la majoria d'ells descendents d'animals del zoo escapats després del desastre) inclosos, però no limitats a barracudas, ratpenats, guepards, coyotes, cocodrils, gossos, geòmids, goril·les, cangurs, lleopards, lleons, sargantanes, pumes, rates, mandrins, tigres i llops, per convertir-se en bípedes, humanoides i sensibles, posseint el poder del discurs. Altres animals que van des de dofins, balenes assassines i serps van desenvolupar sensibilitat, però van conservar més o menys la seva mida i forma originals. Les espècies animals recentment intel·ligents, equipades amb armes i tecnologia salvades de les runes de la civilització humana, van començar a lluitar pel territori. Aparentment, els cavalls no es van veure afectats i serveixen com a mitjà de transport al món empobrit de la Terra A.D.
En aquest moment, la majoria dels humans supervivents estan actuant bestialment, amb una capacitat de raonament molt limitada. La majoria només té la capacitat de parlar rudimentària, tot i que poden aprendre. La causa precisa de la pèrdua de la capacitat de raonament és ambigua a la sèrie original. Els animals tracten els humans com a bèsties, utilitzant-los com a mà d'obra o com a mascotes.
Kamandi és l'últim supervivent del lloc avançat humà al búnquer del "Command D" proper al que abans era Nova York. "Kamandi" és una corrupció del "Command D" (Comandament D); no és clar si Kamandi va tenir algun altre nom. Criat pel seu ancià avi, Kamandi té un ampli coneixement del món pre-desastre, gràcies a una biblioteca de microfilms i vídeos antics, però ha passat la major part del temps dins del búnquer i desconeix l'estat del món exterior. Quan el seu avi és assassinat per un llop, Kamandi abandona el búnquer a la recerca d'altres humans avançats.
Ben aviat descobreix que els únics altres humans intel·ligents que queden a la Terra són Ben Boxer i els seus amics Steve i Renzi, un trio de mutants dissenyats genèticament per sobreviure a la Terra A.D. També fa diversos amics entre els animals, entre ells el doctor Canus, el científic caní de Great Caesar (Gran Cèsar) (líder de l'Imperi del Tigre) i el fill adolescent de Caesar, Tuftan. Entre les posteriors incorporacions al repartiment es va incloure la dona alienígena Pyra, la noia Spirit i el detectiu consultor Mylock Bloodstalker i el seu associat Doile. Fins i tot els animals més simpàtics es veuen desconertats per la habilitat per parlar de Kamandi i de Ben.
Kamandi i els seus amics es van proposar explorar el món de la Terra A.D., amb l'esperança d'un dia de restaurar la humanitat a la consciència i la civilització.

## Altres versions

### Elseworlds
La minisèrie Elseworlds Kamandi: At Earth's End es va publicar el 1993, però tenia poca relació amb el còmic de Kirby, tret del seu nom. Aquesta sèrie va ser seguida per Superman: At Earth's End, ambdues escrites per Tom Veitch .

### Superman / Batman
A l'arc de la tercera història de la sèrie Superman/Batman, que mostrava els herois viatjant pel temps, es van trobar o van lluitar amb diversos Sgt. Rock, Jonah Hex, Darkseid i Kamandi.

### Superman & Batman: Generacions
A Superman/ Batman: Generacions III # 3 (maig de 2003), una de les històries va ser ambientada durant el segle immediatament després del 'Gran desastre' dissenyat pel cervell robotitzat de Luthor. Es tractava de Superman II, Batman i altres supervivents de l'època tecnològica que tractaven animals intel·ligents com els de Kamandi.

### Wednesday Comics
Dave Gibbons i Ryan Sook van produir un serial de Kamandi per a Wednesday Comics el 2009. Les històries de Wednesday Comics tenen la seva pròpia continuïtat.

### The Multiversity
El sisè número de "The Multiversity", titulat "Multiversity Guidebook", presenta Kamandi a la seva versió de la Terra com una de les 52 terres del Multiverse. Es mostra a Kamandi buscant una ruïna antiga en aquest número.

## En altres mitjans

### Televisió
- Es va plantejar una sèrie de televisió animada Kamandi a finals dels anys 70, però es va cancel·lar abans d'entrar a la fase de producció.[23]
- Kamandi apareix a Batman: The Brave and the Bold, amb la veu de Mikey Kelley. En la introducció de l'avançament de l'episodi "Dawn of the Deadman", ell, el doctor Canus i Batman, eviten un grup de Rat Men. A "Last Bat on Earth", s'uneix a Batman quan Gorilla Grodd passa al temps de Kamandi a través de la màquina del temps del professor Carter Nichols i pren el control dels goril·les. A "The Malicious Mr. Mind", Kamandi ajuda a Batman quan el Misfit segueix Kamandi fins a l'època de Batman. A "Joker: The Vile and the Villainous", Misfit i els seus robots ataquen Kamandi i els homes tigre per reclamar un dispositiu de doomsday (dia de mort) que tenien en la seva possessió i que veneraven. Quan s'obre un portal de temps i es creia que Batman venia en ajuda de Kamandi, en realitat és Joker qui ajuda a Misfit i derroten a Kamandi i als homes tigre. Després, Joker empeny accidentalment un botó en el dispositiu doomsday que colpeja la Terra. Kamandi apareix a l'episodi final "Mitefall" a la festa que té lloc quan es cancel·la l'espectacle.
- Kamandi es menciona a la sèrie The Flash de The CW. A l'episodi "Failure Is An Orphan" de la cinquena temporada de la sèrie, Eobard Thawne / Reverse-Flash li diu a Nora West-Allen / XS que ha seguit la línia de temps "des d'Anthro el primer noi fins a Kamandi l'últim". L'episodi es va publicar el 12 de març del 2019.[24][25]

### Joguines
- Kamandi va ser inclos al DC Universe Classics Wave 14, llançat el 2010.[26]

### Diversos
- Una versió de l'univers animat DC de Kamandi apareix al còmic Justice League Adventures #30, i és ajudat per Flash.[27]

## Edicions col·leccionades
- Kamandi Archive:
  - El volum 1 recull Kamandi: The Last Boy of Earth #1-10, 224 pàgines, octubre de 2005, ISBN 1-4012-0414-7[28]
  - El volum 2 recull Kamandi: The Last Boy of Earth #11-20, 228 pàgines, febrer de 2007, ISBN 1-4012-1208-5[29]
- Countdown Special: Kamandi, The Last Boy of Earth 80-Page Giant #1 recull Kamandi: The Last Boy of Earth #1, # 10 i # 29.[30]
- Kamandi by Jack Kirby Omnibus
  - El volum 1 recull Kamandi: The Last Boy of Earth #1-20, 448 pàgines, setembre de 2011, ISBN 1-4012-3233-7[31]
  - El volum 2 recull Kamandi: The Last Boy of Earth #21-40, 424 pàgines, desembre de 2012, ISBN 1401236723[32]
- Wednesday Comics recull Wednesday Comics #1-12, 200 pàgines, juny de 2010, ISBN 1401227473[33]